# Matéria Pública
Matéria Pública foi um programa jornalístico brasileiro exibido pela TV Cultura que estreou em 14 de Agosto de 2000. A apresentação ficava a cargo dos jornalistas Alan Severiano e Luciana Camargo e o programa era exibido diariamente das 13h às 14h até 25 de Janeiro de 2002, pois a partir de 28 de Janeiro de 2002, passou a ser exibido O Mundo de Beakman, porém a atração retorna em 4 de Março de 2002, das 09h às 10h. O conceito era focado mais em reportagens e entrevistas com informação apurada e detalhada do que em notícias factuais superficiais. A atração foi extinta em 28 de fevereiro de 2003, após uma série de reformas na TV Cultura, em que 18% dos funcionários foram demitidos ou cedidos para outras redes de televisão.